# Grzegorz Krychowiak
Grzegorz Krychowiak (pronunciado /yégorsh crujóviak/ en fonética española; Gryfice, 29 de enero de 1990) es un futbolista profesional polaco. Juega de centrocampista y su equipo es el Anorthosis Famagusta de la Primera División de Chipre.

## Trayectoria

### Inicios

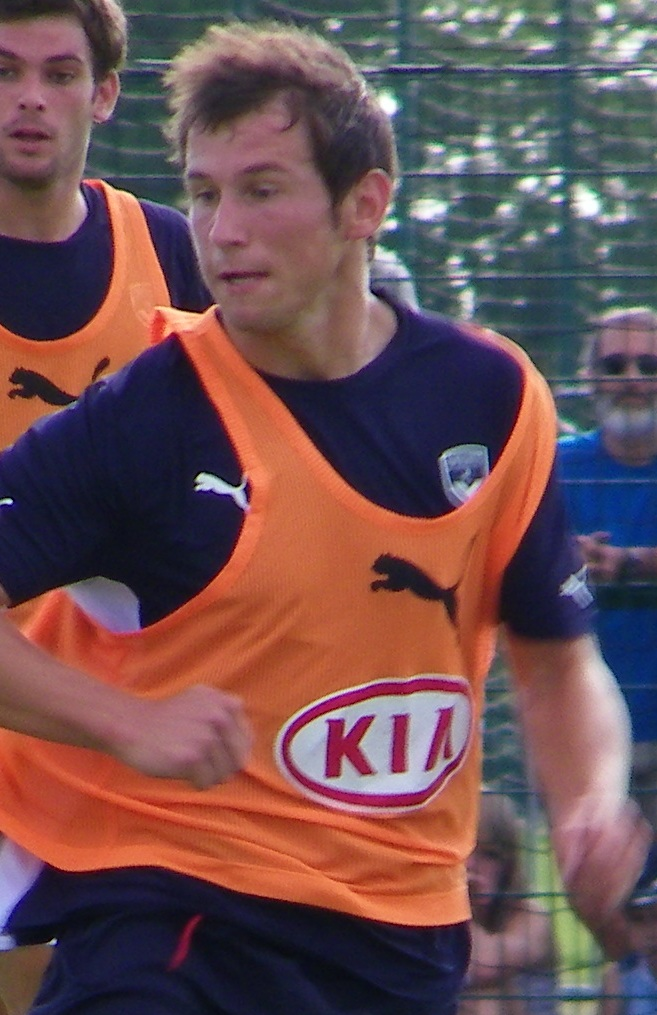
Krychowiak entrenando con el Girondins de Burdeos en 2011.

Formado en Polonia a la edad de doce años, Grzegorz Krychowiak se unió en 2006 el Girondins de Burdeos. Hasta el año 2008, participó en las categorías inferiores de los girondinos, en la que participó en la final de la Copa Gambardella contra el Stade Rennes, perdiendo por tres goles a cero antes de unirse al equipo reserva la siguiente temporada. Con tan sólo diecisiete años, firmó un contrato de élite que le permite unirse al grupo ocupacional, en cualquier momento o incluso para jugar un partido oficial. En su primera temporada con la reserva, jugó la mayor parte de los partidos e incluso anotó algunos goles. Durante la pretemporada de verano para la temporada 2009-2010, se unió al primer equipo.

### Stade Reims
En noviembre, realiza una prueba de varios días con el Stade de Reims, de la Championnat National de Francia. La prueba tiene éxito y hay finalmente préstamo hasta el final de la temporada, ante la insistencia de su agente Andrzej Szarmach con las autoridades del fútbol polaco que prefirieron verlo en un club por debajo del nivel 1, para comprobar su estado.
El 4 de diciembre, fue alineado por primera vez por Marc Collat frente al US Luzenac (victoria por dos cero), formando trío en el mediocampo con Johann Truchet y Olivier Guégan. A partir de esa fecha, Krychowiak se convirtió en un fijo en todos los partidos, y su entrenador, le elogió, diciéndole que había hecho un partido "enorme" ante el US Créteil. El 19 de febrero de 2010, marcó su primer gol con el club ante el Amiens, en la victoria de su club por cinco goles a cero. Su gran rendimiento, le hizo ser elegido como el mejor jugador del club de los meses de diciembre y enero, además de que el club volvió a ascender. En mayo de 2010, el préstamo se prorrogó por un año.

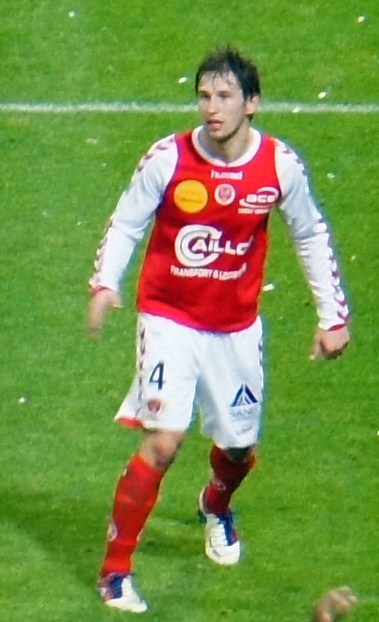
Krychowiak con el Stade de Reims en 2012.

Acompaña al Stade de Reims en su vuelta a la Ligue 2 un año más y sigue jugando habitualmente, excepto en los últimos partidos, debido a la acumulación de tarjeta. Al final de la temporada, es nombrado "Mejor jugador" del año por los aficionados del Reims.

### Girondins de Burdeos y Nantes
Tras sus dos satisfactorias cesiones, regresa al Girondins de Burdeos que acababa de cambiar de entrenador. Pese a ello, Krychowiak no gana su lugar en el inicio de la temporada 2011-2012, aunque los resultados del club son malos. Pero se las arregla para encontrar una salida al obtener un nuevo préstamo con el Nantes de la Ligue 2 debido a la larga sanción del centrocampista Granddi Ngoyi. En Nantes, se adapta de forma rápida y juega la mayoría de los partidos.

### Vuelta al Stade Reims
En junio de 2012, cuando todavía no entraba en los planes del entrenador del Burdeos Francis Gillot, Grzegorz Krychowiak es comprometido por tres temporadas con su antiguo club, el Stade de Reims, recién ascendido a la Ligue 1.
El 12 de agosto de 2012 hizo su debut con el club en la Ligue 1, y el 25 de agosto de 2012, ganó su primer partido de liga en un encuentro con el FC Sochaux (1:0). El 2 de marzo de 2013, Krychowiak anota un importante gol contra el Paris Saint-Germain que sirve para cosechar la victoria de su equipo 1-0 ante los líderes de la tabla, y que a la postre sirve para conseguir la salvación un año más del Reims en la máxima categoría del fútbol francés.
En su segunda campaña con el Reims en la primera categoría, vuelve a conseguir la salvación por segundo año consecutivo, siendo uno de los mejores jugadores de la temporada, con un total de 4 goles.

### Sevilla
El 22 de julio de 2014, Grzegorz Krychowiak ficha por el Sevilla de la Primera División de España por cuatro años en una operación que costó 4,7 millones de €. Su llegada coincide con la de Iago Aspas, que llega cedido un año por parte del Liverpool F. C.
Hizo su debut en competición el 12 de agosto en la Supercopa de Europa 2014 en el Cardiff City Stadium de Cardiff, jugando los 90 minutos en una derrota por 2-0 ante el Real Madrid. El 18 de septiembre de 2014 marca su primer gol con el Sevilla en la Liga Europa de la UEFA en una victoria por 2-0 ante el Feyenoord Rotterdam. Su gran rendimiento durante la primera parte de la temporada despertó el interés de varios clubes, entre ellos el Arsenal para ficharlo en el mercado de invierno, aunque finalmente se quedaron en rumores. El 8 de febrero de 2015 anotó su primer gol en la Liga en un partido perdido por 2-1 ante el Getafe. Una semana después anotaría otro gol en la victoria por 3-0 ante el Córdoba, aunque en ese partido acabaría expulsado.
El 27 de mayo de 2015 se proclama campeón de la Liga Europa de la UEFA 2014-15, marcando el primer gol del equipo sevillista, en la victoria por 3 a 2 ante el Dnipro Dnipropetrovsk de Ucrania.
El 18 de mayo de 2016 se vuelve a proclamar campeón de la Liga Europa de la UEFA edición 2015-16, tras derrotar al Liverpool de Inglaterra por 3 a 1.

### París-Saint-Germain
El 3 de julio de 2016 es anunciado como nuevo jugador del PSG, por la cantidad de 33,60 millones de euros, firmando contrato hasta 2021.

### West Bromwich Albion
El 30 de agosto de 2017, se anunció que Krychowiak se había unido al club de la Premier League, el West Bromwich Albion en un préstamo de una temporada. El 14 de octubre, mientras estaba en préstamo en West Bromwich Albion, Krychowiak dijo a los medios que se sintió engañado por el mánager del París Saint-Germain, Unai Emery, diciendo: "Hablé con el entrenador, pero cada vez que hablé con él sentí un engaño". Él continuó diciendo "Sí, exactamente. Entonces para mí no entendí por qué. El entrenador me conoce muy bien. Pasamos dos años juntos y antes de firmar el contrato me dijo que fuera al PSG, y no jugué". Esto fue en respuesta a su frustración de quedar fuera del equipo y no tener tiempo para jugar.

### Rusia
El 24 de julio de 2018 el París Saint-Germain lo cedió al F. C. Lokomotiv Moscú por una temporada. Tras la cesión fue adquirido en propiedad y permaneció en el club hasta el 2 de agosto de 2021, momento en el que fichó por el F. C. Krasnodar firmando un contrato por tres temporadas. No completó la primera de ellas, ya que en marzo de 2022 se fue al AEK Atenas F. C. para jugar lo que quedaba de curso. En julio puso rumbo a Arabia Saudita para jugar una temporada en el Al-Shabab. La siguiente permaneció en el país después de firmar por el Abha Club.

### Chipre
Tras un tiempo sin equipo, en septiembre de 2024 volvió al fútbol europeo al fichar por el Anorthosis Famagusta.

## Selección nacional
Es internacional con la selección de Polonia absoluta, hasta el momento disputó 100 partidos, llegando a anotar cinco goles.
Krychowiak representó a Polonia sub-20 en la Copa Mundial Sub-20 de Fútbol de 2007 y anotó un tiro libre contra Brasil, el único gol del partido. Fue el jugador más joven llamado a la selección sub-20 de Polonia. Hizo su primera aparición con la selección nacional polaca absoluta en un amistoso contra Serbia el 14 de diciembre de 2008. Dado que el partido no estaba en una fecha oficial de la FIFA, los equipos estaban compuestos en su mayoría por jugadores de las ligas nacionales, así como algunos de reserva jugadores, pero sin embargo, se contó como un partido oficial.
Fue convocado para la Eurocopa 2016 de Francia.
El 19 de junio de 2018 hizo su estreno en la Copa Mundial de Rusia frente a Senegal, cayendo derrotado por 2 a 1, siendo el autor del único gol de su selección. Finalmente, la selección de Polonia fue eliminada en la primera fase de la competición.

### Participaciones en laCopa Mundial de Fútbol
| Mundial           | Sede  | Resultado        | Partidos | Goles |
| ----------------- | ----- | ---------------- | -------- | ----- |
| Copa Mundial 2018 | Rusia | Primera fase     | 3        | 1     |
| Copa Mundial 2022 | Catar | Octavos de final | 4        | 0     |

### Participaciones en la Eurocopa
| Copa          | Sede    | Resultado        | Partidos | Goles |
| ------------- | ------- | ---------------- | -------- | ----- |
| Eurocopa 2016 | Francia | Cuartos de final | 5        | 0     |
| Eurocopa 2020 | Europa  | Primera fase     | 2        | 0     |

### Estadísticas
- Actualizado al último partido jugado el 19 de junio de 2018 - Polonia 1 - 2 Senegal.

| Selección | Año           | Amistosos | Amistosos | Clasificatorias Eurocopa | Clasificatorias Eurocopa | Eurocopa | Eurocopa | Clasificatorias Copa Mundial | Clasificatorias Copa Mundial | Copa Mundial | Copa Mundial | Total | Total | Media goleadora |
| Selección | Año           | Part.     | Goles     | Part.                    | Goles                    | Part.    | Goles    | Part.                        | Goles                        | Part.        | Goles        | Part. | Goles | Media goleadora |
| --- | ------------- | --------- | --------- | ------------------------ | ------------------------ | -------- | -------- | ---------------------------- | ---------------------------- | ------------ | ------------ | ----- | ----- | --------------- |
| Polonia | 2008          | 1         | 0         | -                        | -                        | -        | -        | -                            | -                            | -            | -            | 1     | 0     | 0,00            |
| Polonia | 2011          | 1         | 0         | -                        | -                        | -        | -        | -                            | -                            | -            | -            | 1     | 0     | 0,00            |
| Polonia | 2012          | 2         | 0         | -                        | -                        | -        | -        | 2                            | 0                            | -            | -            | 4     | 0     | 0,00            |
| Polonia | 2013          | 3         | 0         | -                        | -                        | -        | -        | 7                            | 0                            | -            | -            | 10    | 0     | 0,00            |
| Polonia | 2014          | 4         | 0         | 4                        | 1                        | -        | -        | -                            | -                            | -            | -            | 8     | 1     | 0,12            |
| Polonia | 2015          | 1         | 0         | 6                        | 1                        | -        | -        | -                            | -                            | -            | -            | 7     | 1     | 0,14            |
| Polonia | 2016          | 4         | 0         | -                        | -                        | 5        | 0        | 4                            | 0                            | -            | -            | 13    | 0     | 0,00            |
| Polonia | 2017          | 1         | 0         | -                        | -                        | -        | -        | 3                            | 0                            | -            | -            | 4     | 0     | 0,00            |
| Polonia | 2018          | 3         | 0         | -                        | -                        | -        | -        | -                            | -                            | 1            | 1            | 4     | 1     | 0,25            |
| Total carrera | Total carrera | 20        | 0         | 10                       | 2                        | 5        | 0        | 16                           | 0                            | 1            | 1            | 52    | 3     | 0,05            |
| (1) Incluye datos de la Eurocopa (2016-Act.) y Clasificación de UEFA para la Copa Mundial de Fútbol (2012-Act.). |               |           |           |                          |                          |          |          |                              |                              |              |              |       |       |                 |

## Clubes
| Club                                  | País           | Año       |
| ------------------------------------- | -------------- | --------- |
| F. C. Girondins de Burdeos            | Francia        | 2008-2009 |
| Stade de Reims (préstamo)             | Francia        | 2009-2011 |
| F. C. Girondins de Burdeos            | Francia        | 2011      |
| F. C. Nantes (préstamo)               | Francia        | 2011-2012 |
| Stade de Reims                        | Francia        | 2012-2014 |
| Sevilla F. C.                         | España         | 2014-2016 |
| Paris Saint-Germain F. C.             | Francia        | 2016-2019 |
| West Bromwich Albion F. C. (préstamo) | Inglaterra     | 2017-2018 |
| F. C. Lokomotiv Moscú (préstamo)      | Rusia          | 2018-2019 |
| F. C. Lokomotiv Moscú                 | Rusia          | 2019-2021 |
| F. C. Krasnodar                       | Rusia          | 2021-2023 |
| AEK Atenas F. C. (préstamo)           | Grecia         | 2022      |
| Al-Shabab (préstamo)                  | Arabia Saudita | 2022-2023 |
| Abha Club                             | Arabia Saudita | 2023-2024 |
| Anorthosis Famagusta                  | Chipre         | 2024-     |

## Palmarés

### Campeonatos nacionales
| Título               | Club                      | País    | Año  |
| -------------------- | ------------------------- | ------- | ---- |
| Supercopa de Francia | Paris Saint-Germain F. C. | Francia | 2016 |
| Copa de la Liga      | Paris Saint-Germain F. C. | Francia | 2017 |
| Copa de Francia      | Paris Saint-Germain F. C. | Francia | 2017 |
| Copa de Rusia        | F. C. Lokomotiv Moscú     | Rusia   | 2019 |
| Supercopa de Rusia   | F. C. Lokomotiv Moscú     | Rusia   | 2019 |
| Copa de Rusia        | F. C. Lokomotiv Moscú     | Rusia   | 2021 |

### Campeonatos internacionales
| Título                 | Club          | Sede     | Año  |
| ---------------------- | ------------- | -------- | ---- |
| Liga Europa de la UEFA | Sevilla F. C. | Varsovia | 2015 |
| Liga Europa de la UEFA | Sevilla F. C. | Basilea  | 2016 |